# Zhou Hua
Zhou Hua (chinesisch 周華 / 周华, Pinyin Zhōu Huá; * 3. Oktober 1969) ist eine ehemalige chinesische Fußballspielerin.

## Karriere
Mit der chinesischen A-Nationalmannschaft nahm sie an der Weltmeisterschaft 1991 teil und stand hier bei jeder Parte in der Startelf. Auch bei der Weltmeisterschaft im Jahr 1995 war sie Teil des Kaders. Über Einsätze von ihr ist bei diesem Turnier jedoch nichts bekannt.